# Кан Юэ
Кан Юэ́ (кит. упр. 康月, пиньинь Kāng Yuè, р.8 октября 1991) — китайская тяжелоатлетка, чемпионка мира.
Родилась в 1991 году в Циндао провинции Шаньдун. В 2010 году завоевала серебряную медаль чемпионата мира, в 2013 году повторила этот результат. В 2014 году стала обладательницей серебряной медали Азиатских игр.